# Shetland-szigetek
Shetland-szigetek vagy röviden Shetland (IPA: [ˈʃɛtlənd]) (régies betűzéssel Zetland, korábban Hjaltland) szigetcsoport az Orkney-szigetek és Feröer között, Skócia szárazföldjétől északra. Skócia 32 tanácsi területének (council area) egyike.
Adminisztratív központja és az itteni egyetlen burgh státusú település Lerwick.

## Földrajz
A szigetcsoport az Atlanti-óceán (tőle nyugatra) és az Északi-tenger (tőle keletre) határán fekszik. Teljes területe 1468 km2, partvonalának hossza 2702 km.
A szigetek északi földrajzi fekvése miatt nyáron szinte örökös a napfény, tiszta téli éjszakákon pedig néha feltűnik az égen a sarki fény.

### Lakott szigetek
A szigetcsoport több mint száz szigetéből csak tizenöt lakott. A fő szigetet Mainlandnek nevezik.
A többi lakott sziget:
Bressay, Burra, Fetlar, Foula, Muckle Roe, Papa Stour, Trondra, Vaila, Unst, Whalsay, Yell a fő Shetland csoportban; valamint Fair-sziget és az Outer Skerries csoportban Housay és Bruray.
A Fair-sziget körülbelül félúton fekszik a Shetland-szigetek és az Orkney-szigetek között, de a shetlandi adminisztrációhoz tartozik, ezért gyakran sorolják a szigetcsoporthoz. Az Outer Skerries a szigetek fő csoportjától keletre fekszik.
A Shetland csoport északon elhelyezkedő szigeteit Észak-szigetek (angolul North Isles) néven is ismerik.

### Nem lakott szigetek
A nem lakott szigetek közül a fontosabbak:
- Balta, Bigga, Brother Isle
- East Linga
- Fish Holm
- Gloup Holm, Gruney
- Haaf Gruney, Hascosay, Havra, Hildasay, Huney
- Lady's Holm, Lamba, Linga Muckle Roe közelében, Linga Mainland közelében, Linga Yell közelében, Little Roe, Lunna Holm
- Moul of Eswick, Mousa, Muckle Flugga, Muckle Ossa
- North Havra, Noss
- Orfasay, Out Stack, Oxna
- Papa, Papa Little
- Samphrey
- Sound Gruney, South Havra, South Isle of Gletness
- Urie Lingey, Uyea, Uynarey
- Vementry
- West Linga

## Története
Az addig csak a piktek által lakott Shetland-szigetekre a 9. században érkeztek Norvégiából óskandináv telepesek, vikingek. Az ugyancsak ekkoriban általuk megszállt Orkney-szigetekhez képest itt az éghajlat szelesebb, a talaj pedig soványabb volt. Shetlandon csak juhokat tenyésztettek és halásztak. A szabad paraszti norvég telepesek nemzetségi alapokon álló közössége az izlandi társadalomhoz hasonlóan monarchikus hatalom nélkül, ősi szokásjogra épülő közösségben élt, de később a szigetek a norvég korona uralma alá kerültek. 1468-ban a kalmari unió királyának, I. Keresztélynek a lánya, Margit III. Jakab skót király felesége lett, és ennek nyomán 1472-ben a Shetland-szigetek az Orkney-szigetekhez hasonlóan hozományként Skócia részévé váltak.

## Népesség
A 20. század közepén a Shetland-szigetek népessége folyamatosan csökkent, és az 1960-as évekre csaknem 17 000 főre apadt. A kőolaj-kitermelés megindulása miatt azonban 1971 és 1981 között a lakosságszám 30%-kal megnőtt. Az 1980-as évek elején az olajkitermeléshez kapcsolódó építkezések befejeződése és a Sumburgh repülőtér problémái kivándorlási hullámot indítottak el. Az 1980-as évek második felében és az 1990-es évek elején a népességszám stabilizálódott, és azóta is nagyjából változatlan maradt.

## A Shetland-szigetek a populáris kultúrában
2006-ban megjelent Ann Cleeves brit írónő -- részben magyarra is lefordított -- Shetland regényciklusának első darabja, amelyet aztán, ciklusokba szervezve több regény követett. E regények alapján született meg a Shetland című televíziós minisorozat 2013-ban, aminek ma már 7 évadja látható. A skót BBC epizódjait (részben ITV produkció) zömmel a szigeteken és Lerwick városában ill. Glasgow-ban forgatták.  A televíziós sorozat népszerűsége okán a szigetek neve és kultúrája, földrajza stb. szélesebb körben ismertté vált.